# Bashō Kinenkan

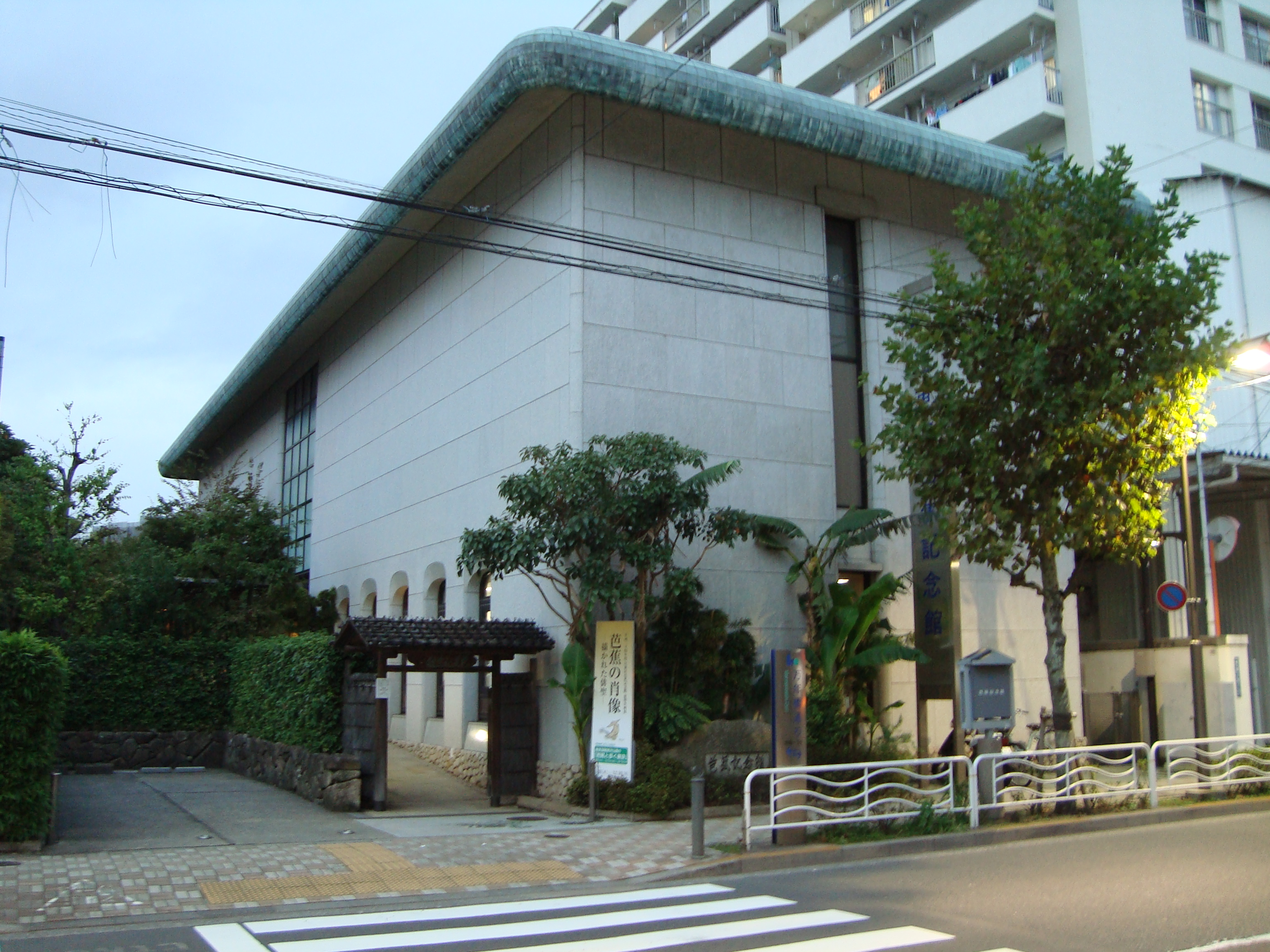
Eingang der Gedenkstätte

Die Bashō Kinenkan (jap. vollständig: 江東区芭蕉記念館, Kōtō-ku Bashō Kinenkan, dt. „Bashō-Gedenkstätte Kōtō-ku“) ist ein Literaturmuseum im Stadtteil Tokiwa des Bezirks Kōtō, Tokio, zu Ehren des berühmten japanischen Dichters Matsuo Bashō. Die Gedenkstätte verfolgt zwei Ziele: Zum einen sammelt sie Materialien von und über Matsuo Bashō und stellt sie auf zwei Etagen aus. Zum anderen befördert sie die Haiku-Poesie und unterstützt lokale kulturelle Aktivitäten. Die Gedenkstätte wurde am 19. April 1981 an der Stelle eröffnet, an der Bashō seit 1680 lebte. Am 6. April 1995 wurde zudem ein kleineres Nebengebäude unmittelbar am Fluss Sumida eingeweiht in Sichtweite zur Shin-Ōhashi-Brücke.

## Übersicht
Das schlichte zweistöckige Gebäude liegt am Sumida Fluss im alten Stadtbezirk Fukagawa. Hinter dem Gebäude befindet sich ein kleiner Gedenkpark mit einem Teich und einer Bronzestatue des sitzenden Bashō. Dieser Teich, der bei einem Taifun im September 1917 überflutet wurde, ist unverändert wiederhergestellt worden und wird seit 1921 als „Stätte des alten Teichs des altehrwürdigen Bashō“ (芭蕉翁古池の跡, Bashō-ō furuike no ato) bezeichnet.
Im Erdgeschoss befindet sich rechter Hand vom Eingang ein kleines Büro, wo man Eintrittskarten und Informationsmaterialien erhält. Auf der linken Seite befindet sich ein 117 m² großes Konferenzzimmer für Veranstaltungen. Der Konferenzraum ist im Unterschied zum gleich großen Schulungsraum in der ersten Etage mit Tischen und Stühlen ausgestattet. Er besitzt das Flair eines europäischen Klassenzimmers. Der Schulungsraum in der Etage darüber hingegen ist als Washitsu, als japanischer Raum mit Tokonoma ausgeführt. Auf der rechten Seite der ersten Etage befindet sich einer von zwei Ausstellungsräumen. Hier findet man Informationen zu den Reisen, die Bashō unternahm, eine Vielzahl von Kakemono japanischer Künstler vom frühen Mittelalter bis zur Edo-Zeit, die vornehmlich Bashō zeigen. Daneben sind außerdem ein (Spazier)stock, wie Bashō ihn benutzte, wenn er das Haus verließ, und eine schlichte Kugel mit kleiner Öffnung ausgestellt. Bei der Kugel handelt es sich um eine Art Pfeife, die die Laute einer Wasserralle (水鶏笛, Kuinabue) erzeugt. In der Mitte des Raumes sind Bücher ausgestellt, die ebenfalls Abbildungen von Bashō zeigen.
In der zweiten Etage befindet sich eine kleine Bibliothek, Aufbewahrungsräume und ein kleiner Ausstellungsraum in der Mitte der Etage. Dort findet man Kartenmaterial und ein Set der typischen Bekleidung zur Zeit Bashōs, inklusive eines Yatate.

### Ausstellungsstücke Beispiele
- 一蝶筆　芭蕉と柳図. 江東区芭蕉記念館所蔵, 2006, abgerufen am 14. Oktober 2012 (Abbildung eines Bashō-Porträts von Hanabusa Itchō, das in der Bashō Gedenkstätte zu sehen ist (江東区芭蕉記念館　展示資料目録, Referenznummer 6).).
- 蕪村筆　芭蕉坐像図. 江東区芭蕉記念館所蔵, 2006, abgerufen am 14. Oktober 2012 (Abbildung eines Bashō-Porträts von Yosa Buson, das in der Bashō Gedenkstätte zu sehen ist (江東区芭蕉記念館　展示資料目録, Referenznummer 10).).
- 白鴎画・渓斎賛「こよひ誰」句 芭蕉坐像図. 江東区芭蕉記念館所蔵, 2006, abgerufen am 14. Oktober 2012 (Abbildung eines Bashō-Porträts von Kamimura Hakuō, Beschriftung von Keisai Eisen, das in der Bashō Gedenkstätte zu sehen ist (江東区芭蕉記念館　展示資料目録, Referenznummer 17).).